# Việt Nam tại Đại hội Thể thao châu Á 1998
Việt Nam tham dự Đại hội Thể thao châu Á 1998 tại Bangkok, Thái Lan với 198 vận động viên, huấn luyện viên và quan chức tham dự 14 môn thể thao gồm bắn súng, bóng đá (nam, nữ), bóng bàn, bơi lội, cử tạ, điền kinh, judo, xe đạp, taekwondo, wushu, vật, karate, cầu mây và bi-a.

## Bảng huy chương
Đoàn thể thao Việt Nam xếp thứ 22/44 trong bảng tổng sắp huy chương của Đại hội Thể thao châu Á 1998.
|      | Môn       | Vàng | Bạc | Đồng | Tổng |
| ---- | --------- | ---- | --- | ---- | ---- |
| 3.   | Cầu mây   | 0    | 1   | 2    | 3    |
| 4.   | Karate    | 0    | 1   | 4    | 5    |
| 5.   | Taekwondo | 1    | 2   | 3    | 6    |
| 7.   | Wushu     | 0    | 1   | 2    | 3    |
| Tổng | Tổng      | 1    | 5   | 11   | 17   |

### Vàng
- Taekwondo
  - Hạng 48 kg nam: Hồ Nhất Thống

### Bạc
- Cầu mây
  - Đội tuyển nữ - Regu:
- Taekwondo
  - Hạng ? kg nam: Nguyễn Duy Khương
  - Hạng ? kg nữ: Nguyễn Thị Xuân Mai
- Karate
  - Kumite hạng ? kg nữ: Phạm Hồng Thắm
- Wushu
  - ?: Nguyễn Thúy Hiền

### Đồng
- Cầu mây
  - Đồng đội nữ:
  - Đồng đội nữ (thi đấu vòng tròn):
- Taekwondo
  - Hạng ? kg nam: Nguyễn Văn Hùng
  - Hạng ? kg nam: Trần Hiếu Ngân
  - Hạng ? kg nam: Khúc Liễu Châu
- Karate
  - Kumite hạng ? kg nữ: Phạm Hồng Hà
  - Kumite hạng ? kg nữ: Hà Thị Kiều Trang
  - Kumite hạng ? kg nam: Đỗ Tuấn Cương
  - Kumite hạng ? kg nam: Lê Tùng Dương
- Wushu
  - ?: Đàm Thanh Xuân
  - ?: Trần Đức Trang